# Bankgesellschaft Berlin (Polska)
Bankgesellschaft Berlin (Polska) S.A. (BGB) – bank komercyjny z siedzibą w Warszawie działający w latach 1997–2005. W latach 2000–2002 był pierwszym właścicielem marki Inteligo, współtworzonej wspólnie z Inteligo Financial Services, drugiego w historii Polski banku w pełni internetowego. 

## Historia
Założony w 1997. Był w 100% własnością Bankgesellschaft Berlin AG.
Od 2000 współpracował we współtworzeniu Inteligo, marki bankowej i oferty produktów bankowych oferowanych wyłącznie przez internet i telefon, wspólnie z Inteligo Financial Services (IFS), która nie była bankiem ani instytucją płatniczą. W 2001 do zarządu banku dołączył jeden ze współtwórców IFS Andrzej Klesyk, w którym zasiadał do 2003.
W marcu 2002 bank zwiększył swój udział w akcjonariacie IFS z 49% do 100%, a we wrześniu sprzedał udziały w IFS, wraz z klientami i ich produktami bankowymi. Nabywcą został bank PKO BP. Bank prowadził wówczas wyłącznie działalność jako bank internetowy dla klientów indywidualnych oraz małych i średnich firm oferując rachunki bankowe oraz produkty oszczędnościowe. Posiadał udział ok. 1,4% rynku według liczby prowadzonych rachunków oraz 470 mln zł depozytów, co stanowiło 0,2% udziału w rynku.
W 2004 rozpoczął się proces likwidacji banku, zakończony w 2005.